# Polyhydroxybuttersäure

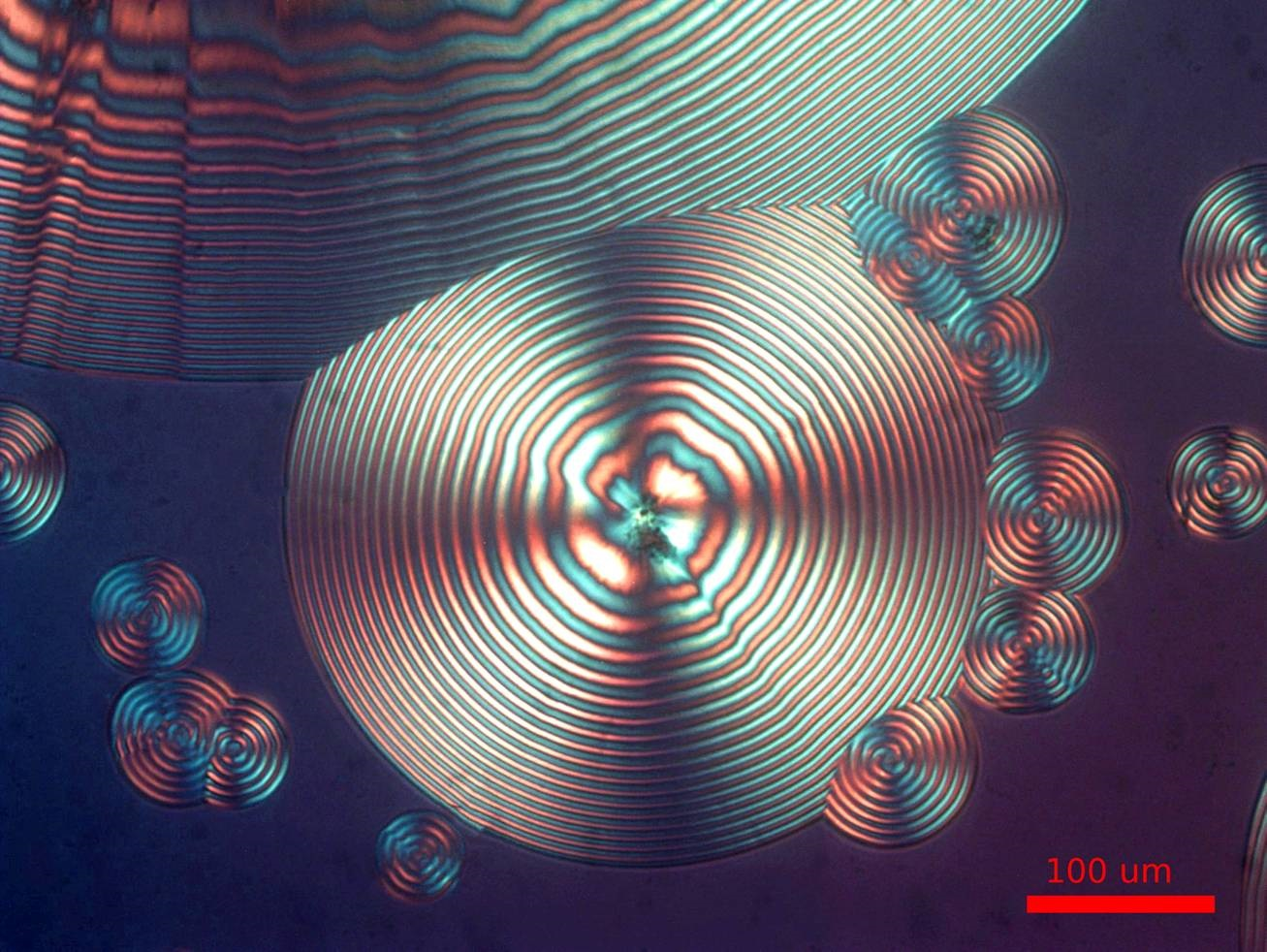
PHB-Polymerkristalle. Bild eines optischen Polarisationsmikroskops.

Das Biopolymer Polyhydroxybuttersäure (andere Bezeichnungen: Polyhydroxybutyrat, PHB, Poly-(R)-3-hydroxybutyrat, P(3HB)) ist ein Polyhydroxyalkanoat (PHA).
3-Hydroxybuttersäure ist das Monomer von Polyhydroxybuttersäure. Es enthält an einem Ende eine Hydroxygruppe und am anderen Ende des Alkyls eine radikale Methylgruppe. Am β-Kohlenstoffatom des Monomers 3-Hydroxybuttersäure gibt es ein Stereozentrum, die Verbindung ist optisch aktiv und liegt meist in der (R)-Konfiguration vor. Das (S)-Isomer und das Racemat [(RS)-Konfiguration] besitzen nur geringe Bedeutung.
PHB ist ein aus erneuerbaren Rohstoffen fermentativ herstellbarer Polyester. Der Polyolester PHB ist isotaktisch und absolut linear. Er gehört zur Stoffgruppe der thermoplastischen Polyester und ist somit bei Wärme verformbar.

## Biogene Produktion

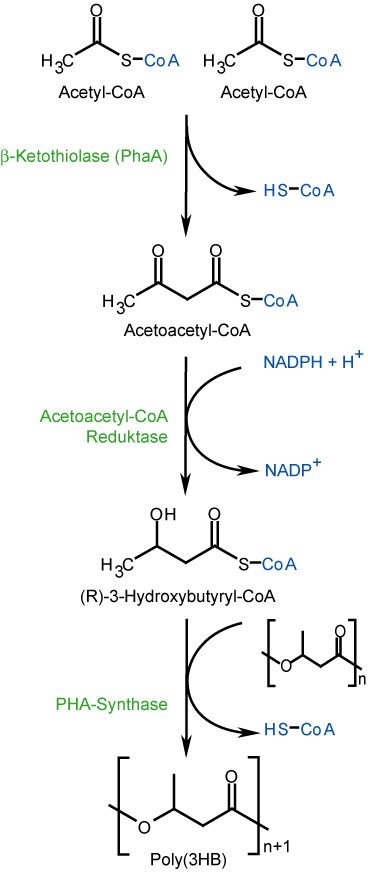
Biosynthese von PHB durch Bakterien

Es wurde zuerst im Jahre 1925 von dem französischen Mikrobiologen Maurice Lemoigne (* 16. Dezember 1883 in Paris; † 9. Mai 1967 ebenda), isoliert und charakterisiert. Es wird in einer Vielzahl von Mikroorganismen als Speicherstoff angereichert, darunter Cupriavidus necator.
PHB wird während der Assimilation von Kohlenstoff, hauptsächlich in Form von Glucose und Stärke, als Energiespeicher synthetisiert und in Abwesenheit anderer Energiequellen wieder metabolisiert. Die Biosynthese der PHB durch Bakterien verläuft im Allgemeinen in drei Schritten, die von drei Enzymen katalysiert werden: Zwei Moleküle Acetyl-CoA kondensieren in einer Claisen-Kondensation durch Katalyse der β-Ketothiolase zu Acetoacetyl-CoA, welches in einer stereospezifischen Reaktion durch die NAD(P)H-abhängige Acetoacetyl-CoA Reduktase zu (R)-3-Hydroxybutyryl-CoA reduziert wird. Dieses dient der PHB-Synthase als Substrat zur Polymerisation zum PHB. Die Poly-3-hydroxybutyrate (P3HB) Form der PHB ist wahrscheinlich die häufigste Form der Polyhydroxyalkanoate. Eine Reihe anderer Polymere dieser Klasse Polyhydroxyalkanoate werden von diversen Organismen produziert: unter anderem Poly-4-hydroxybutyrate (P4HB), Polyhydroxyvalerate (PHV), Polyhydroxyhexanoate (PHH), Polyhydroxyoctanoate (PHO) und ihre Copolymere. Aus dem Zellmaterial der Bakterien werden die Polymere als Pulver oder Granulat extrahiert.
Bereits in den 1980er Jahren wurden die drei Gene, die für die PHB-Produktion verantwortlich sind, von Alcaligenes eutrophus auf gentechnischem Wege in das leichter manipulierbare Escherichia coli transferiert. Des Weiteren wurden an der Michigan State University PHB-Gene auf Gartenkresse übertragen. Die transgenen Pflanzen produzierten bis zu 14 % PHB in der Trockenmasse der Blätter.
Ein spezieller Stamm des Bakteriums Acidovorax ist in der Lage, PHB mit Hilfe des Enzyms D-beta-Hydroxybutyrat–Dehydrogenase abzubauen.
Die molare Masse des Polymers liegt zwischen 50.000 und 1.000.000 g/mol. Die höchste molare Masse wird mit 20.000.000 g/mol berichtet.

## Gewinnung
Die fermentative Synthese kann auf Basis von Zucker (Glucose) und Stärke erfolgen, ist jedoch auch aus anderen Nährstoffen wie Glycerin und Pflanzenöl wie z. B. Palmöl möglich. PHB wird aus den Bakterienzellen durch Extraktion isoliert.

### Fermentative Gewinnung aus Zucker und Stärke
Grace und Imperial Chemical Industries (ICI) begannen 1960/1976 mit der industriellen Entwicklung.
Chemie Linz und PCD Polymer GmbH führten (1982/1988) einen neuen Stamm ein, der fähig war, das Polymer während der Wachstumsphase anzureichern.
1983 fand M. J. de Smet heraus, dass das Bakterium Pseudomonas oleovorans PHB bildet, indem es Octan als Nährstoff nutzt.
1988 wurde das Gen Alicaligenes eutrophus geklont und in das schnell wachsende Bakterium Escherichia coli implementiert.
1993 erwarb Urs J. Hänggi Bakterienstämme und Know-how von PCD und gründete die Firma Biotechnology Co. mit dem Markennamen Biomer.

### Fermentative Gewinnung aus Glycerin
Die „S.E.C.I., Holding des Industriekonzerns Maccaferri“ und „Bio-on“ streben die Produktion von Bioplastik auf Basis von PHA aus Glycerin an, welches als Beiprodukt der Produktion von Biodiesel anfällt. Es geht speziell um die Konstruktion einer Anlage mit 5.000 Tonnen Jahreskapazität, erweiterbar auf 10.000 Tonnen. Glycerin-basiertes PHB unterscheidet sich nicht von Glucose-basiertem PHB. Als Bakterium kann Zobellella denitrificans eingesetzt werden.
Das Bakterium Burkholderia cepacia ATCC 17759 produziert PHB aus Nährmedien mit unterschiedlichen Gehalten an Glycerin von 3 – 9 Vol.-%. In einer 200 l Fermentation wurde eine Ausbeute an 23,6 g/l an trockener Biomasse mit einer Ausbeute von 7,4 g/l an PHB erreicht.
Das im brasilianischen Regenwald isolierte Bakterium Pandoraea sp. MA03 produziert PHAs aus Glycerin aus der Biodiesel-Industrie.

### Weitere PHB-Gewinnungsverfahren
Bei Forschungen zur mikrobiellen Elektrosynthese werden an der Kathode Mikroorganismen eingesetzt, die aus Rauchgas, Luft sowie Strom aus erneuerbaren Quellen das Polymer BioElectroPlast Polyhydroxybuttersäure (PHB) produzieren.

## PHB-Copolymere
Reines PHB lässt sich nur eingeschränkt anwenden, da es spröder als Polypropylen ist. Erst mit der biochemischen Synthese von Copolymeren, wie z. B. Poly(3-hydroxybutyrate-co-3-hydroxyvalerate), (3PHB-3HV) konnte es flexibler eingesetzt werden. Die erste biologisch abbaubare Shampooflasche aus PHBV (CAS-Nummer: 80181-31-3) konnte 1975 hergestellt werden. Ralstonia eutropha war das für die Biosynthese benutzte Bakterium.
Für weitere Daten zu Poly(3-hydroxybutyrate-co-3-hydroxyvalerate) siehe die Hauptseite Polyhydroxyvaleriansäure.
Ein PHB-Polyvinylchlorid-(PVC)-Copolymer wurden von Yield10 Bioscience, früher „Metabolix“ entwickelt. Das Polyhydroxyalkanoate (PHA) „Mirel“ bewirkt zähere Plastifizierung und verbesserte Verarbeitungsschritte. Es weist auch hohe UV-Stabilität und Transparenz auf. Es ist resistent gegen Pilze. Wegen der guten Mischbarkeit mit PVC wandert die PHA-Modifikation nicht, verdampft nicht und wird nicht extrahiert. Das PHB-Additiv kann bisherige, teilweise instabile Additive im PVC ersetzen. Das Copolymer kann unter denselben Bedingungen wie PVC verarbeitet werden.
Die Firma „TianAn Biologic Material Co., Ltd.“, China (Beilun District, Ningbo City, Zhejiang Province), vertreibt unter dem Handelsnamen „Enmat“ das Copolymer Polyhydroxy-Butyrate-co-Valerate (PHBV) (CAS-Nummer: 80181-31-3) als Pulver bzw. Granulat, Pellets. Es wird durch Fermentation mit dem unmodifizierten Bakterium Ralstonia Entropha aus Glycose der Getreidestärke gewonnen. Nach der Fermentation
wird es durch Kaltwasserextraktion von den Bakterien getrennt.
Die Firma „PHB Industrial“, Brasilien (Serrana, Sao Paulo), stellt aus Sucrose durch Fermentation PHB her. Die Anlage produzierte im Jahr 2010 in einer Pilotanlage 50 t/Jahr. Ziel ist, die Produktionskapazität in einer Produktionsanlage auf 100.000 t/Jahr zu vergrößern.
Siemens, BASF, Technische Universität München und Universität Hamburg haben ein 70%iges, grünes Polymer entwickelt, das PHB enthält. Es hat das Potential, Polystyrol-basiertes Acrylnitril-Butadien-Styrol (ABS) zu ersetzen.

## PHB-Blends
Für weitere Hinweise und Daten zu Poly(3-hydroxybutyrate-co-3-hydroxyvalerate) Blends siehe die Hauptseite Polyhydroxyvaleriansäure.
PHB wird auch für Blends verwendet, also für Gemische mit anderen Polymeren. Dabei können beispielsweise durch den Zusatz von Celluloseacetaten besondere Materialeigenschaften erreicht werden. Die Palette der Eigenschaften der Blends erstreckt sich von Klebern bis Hartgummi. Statt Celluloseacetat sind auch Stärke, Kork und anorganische Materialien als Zusätze denkbar. Die Vermischung mit günstigen Zusatzstoffen (Celluloseacetat ist ein preisgünstiges Produkt, hauptsächlich für die Zigarettenfilterproduktion) wirkt sich auch günstig auf die Produktionskosten der Blends aus. Mittelfristig lassen sich nach Angaben zahlreicher Forscher damit die Herstellungskosten bis in den Bereich Erdöl-basierter Plastikmaterialien absenken.
Es laufen Untersuchungen zu Polyhydroxyalkanoate-Polylactid (PHA/PLA) Blends. Die Mischungen/Blends werden über eine gemeinsame Schmelze erzeugt. Die Untersuchungen zeigen den Einfluss von Anteilen an PLA auf thermische Stabilität, Entflammbarkeit, thermo-mechanische Eigenschaften, Kristallinität und Erhöhung der Bioabbaubarkeit.
Die Zugabe von 5 % PHB zu Polymilchsäure (PLA) verbessert die Zähigkeit von Spritzgussteilen und Folien. Bei Filmanwendungen weisen PLAa/PHA-Filme eine Zugfestigkeit vergleichbar zu HDPE auf. Dies erlaubt geringere Stärken bei höherer Traglast und gleichbleibender Reißfestigkeit. Schon geringe Anteile an PHB in PLA verbessern die Geschmeidigkeit von Fasern. Sie erzeugen ein weiches, seidenes Gefühl bei gewebten und ungewebten Anwendungen.
Polyvinylacetat verbessert die physikalischen Eigenschaften von PHB und vereinfacht die Verarbeitung. Je nach Polyvinylacetat-Anteil und Typ kann beispielsweise die Kristallisation optimiert oder der Schmelzpunkt gesenkt werden. Durch das verbesserte Eigenschaftsprofil und die hohe Wärmebeständigkeit von PHB sind Anwendungen im Heißabfüllbereich möglich.
Blends aus PHB und Ecoflex einem Copolyester aus Adipin- und Terephthalsäure mit Butandiol sind bei Dichte, Sauerstoffbarriere, E-Modulus, Bruchdrehnung, UV-Stabilität, Temperaturbeständigkeit in ihren Eigenschaften vergleichbar mit Polypropylen (PP).
Maßgeschneiderte Kunststoffe kann man sich auch als Blend zwischen billigen organischen Makromolekülen wie z. B. Stärke, Holz, Stroh und PHB vorstellen. Sie könnten in der Landwirtschaft als Verpackungsmaterial dienen.

## Eigenschaften
PHB kann als Granulat thermoplastisch verarbeitet werden. Verglichen mit dem petrochemisch erzeugten Kunststoff Polypropylen (PP), weist es ähnliche Eigenschaften bei der Schmelztemperatur, Kristallinität, Glasübergangstemperatur und Zugfestigkeit auf. Es ist im Vergleich zu PP härter und spröder. Um seine Flexibilität zu erhöhen, werden Copolymere, Blends oder Weichmacher verwendet.

### Allgemeine Materialeigenschaften
- Dichte (amorph): 1,2–1,25 g/cm³[3]
- Dichte (kristallin): 1,177 g/cm³
- Schmelzpunkt: ca. 175 °C
- Glasübergangstemperatur: -5–5 °C
- Schmelzenthalpie (kJ/kg): 113[28], 89,7[6]
- Orthorhombisches Kristallsystem, Kantenlänge a=0,572 nm, b=1,318 nm, c=0,592 nm, :{\displaystyle \alpha =\beta =\gamma =90^{\circ }}
- Ab 200 °C beginnt PHB, sich zu zersetzen, Die Hauptzersetzungstemperatur liegt bei 249 °C[6]
- Beendete Zersetzungstemperatur  270 °C mit 88,72 Gewichtsverlust[6]
- wasserunlöslich und relativ stabil gegen Hydrolyse (im Gegensatz zu den meisten anderen Biopolymeren)
- wasserfest, auch gegen heiße Flüssigkeiten > 120 °C
- biologisch abbaubar. Mikrobielle Enzyme können das Makromolekül in kleinere Einheiten zerlegen
- nicht toxisch und biokompatibel und daher für medizinische Anwendungen geeignet.
- Geeignet für Kontakt mit Lebensmitteln in Lebensmittelverpackungen.
- mikrowellengeeignet
- verarbeitbar wie klassische Thermoplaste
- verhält sich in der Schmelze wie Flüssigkristallpolymer (LCP). Es ist daher für den Spritzguss mit feinen Strukturen, dünnen Wänden und für Mikroteile geeignet
- Filmeigenschaften und rheologische Eigenschaften vergleichbar zu LDPE
- Hochkristallin (60 bis 70 %), daher gute Lösungsmittelbeständigkeit
- Geringe Kriechneigung.
- durchlässig für Sauerstoff ähnlich wie PP
- Für ein PHB Copolymer mit 8 mol % PHV (PHB 92/PHV 8) beträgt die Durchlässigkeit für Sauerstoff bei 25 °C: 0,1–0,2 (× 10−13 (Volumen cm3).(pro Fläche cm−2).(pro Zeit s−1).(pro Druck Pa−1) und (mal Foliendicke cm)
- Die Durchlässigkeit für Wasser bei 38 °C: 1000-2000 (x10−13 (Volumen cm3).(pro Fläche cm−2).(pro Zeit s−1).( pro Druck Pa−1) und (mal Foliendicke cm) d. h. je höher der Druck und geringer die Filmdicke, umso mehr Sauerstoff bzw. Wasser permeatiert pro Fläche durch die Folie.[29]
- Feuchteaufnahme 0,4–0,75 %.
- Chemisch resistent ähnlich wie PET: befriedigend bei Alkoholen; gut gegenüber Fetten und Ölen; schlecht bei Laugen und Säuren; befriedigend bei verdünnten Säuren.[29][3]
- Befriedigend resistent gegen Ultraviolettstrahlung (UV).[3]
- Eigenstabil
- Ausdehnung am Bruch 5–15 %
- Einfärbbar.
- piezoelektrisch.
- bedruckbar und beklebbar.

### Mechanische Stoffeigenschaften
(Die Werte liegen je nach PHB-Gehalt in einem gewissen Schwankungsbereich).
| Eigenschaft                                 | PHB                              |
| ------------------------------------------- | -------------------------------- |
| Modul (MPa) (1 mm/min)                      | 840–1500                         |
| Zugfestigkeit(MPa) (50 mm/min)              | 15–30 (ähnlich wie Polypropylen) |
| Bruchdehnung (%) (50 mm/min)                | 8–15                             |
| Biegespannung (N/mm2)                       | 18–35                            |
| Biegespannung 3,5 % (N/mm2)                 | 16–29                            |
| Randfaserdehnung (%)                        | 2,5–6,6                          |
| Schlagzähigkeit 23 °C (kJ/m2)(ISO 179/1eU)  | kein Bruch                       |
| Schlagzähigkeit −30 °C (kJ/m2)(ISO 179/1eU) | 30–70                            |
| Kerbschlagzähigkeit 23 °C (ISO 179/1eA)     | 2,7–4,7                          |
| Kerbschlagzähigkeit −30 °C (ISO 179/1eA)    | 2,7–4,7                          |
| Härte (Shore D)                             | 57–69                            |
| Schwund (%)                                 | 1,2–1,3                          |

### Eigenschaften von PHB/PHV-Copolymeren
Zu Eigenschaften von PHB/PHV-Copolymeren siehe den Hauptartikel Polyhydroxyvaleriansäure

### Biologische Abbaubarkeit
Die zeitliche Entwicklung der Forschung von 1964 bis 1997 zu PHB und insbesondere zum PHB-Abbau ist in Milan Matavulj et al. (2000) aufgelistet.
PHBV zersetzt sich nicht in feuchter Luft, was eine lange Lebensdauer als Verpackungsmaterial garantiert.
PHB kann in der Natur durch Bakterien, Pilze oder Algen abgebaut werden. Die Abbaugeschwindigkeit hängt von den Umgebungsbedingungen und der Dicke des Materials ab.
PHB wird abgebaut durch die Bakterien:
Firmicutes und Proteobakterien Bacillus-, Pseudomonas- und Streptomyces-Arten, Pseudomonas lemoigne, Comamonas sp. Acidovorax faecalis, Aspergillus fumigat,s, Variovorax paradoxus sind abbauende Bodenmikroben, Alcaligenes faecalis, Pseudomonas und Illyobacter delafieldi werden aus anaerobem Schlamm gewonnen, Comamonas testosteroni und Pseudomonas stutzeri wurden aus Meerwasser gewonnen.
PHB kann auch durch Hydrolyse, mechanische, thermische, oxidative oder photochemische Beanspruchung zerlegt werden. Es ist der hydrolytische Bruch, der seine Anwendung in der Medizin ermöglicht.
Nur wenige Bakterien können PHB bei höheren Temperaturen zersetzen, außer thermophilen Streptomyces sp. und ein thermophiler Stamm von Aspergillus sp.
Bei warmer Kompostierung wie in Kompostieranlagen wird ein 288 µm Film (Mvera B5002) innerhalb 10 Wochen vollständig abgebaut. Ein nur 25,5 µm dicker Film wird in ca. 2 Wochen abgebaut.
Der Abbau eines 50 µm Film aus PHBV dauert 10 Wochen im kalten Boden. Unter anaeroben Bedingungen kann ein 50 µm Film aus PHBV innerhalb von 1 bis 2 Wochen in Brackwasser oder in 7 Wochen unter aeroben Bedingungen vollständig abgebaut werden. Der Abbau dauert 15 Wochen in Seewasser.

## Industrielle Fertigung
Eine Liste mit Produktionsstätten und Kapazitäten sind auf der Hauptseite Polyhydroxyalkanoate aufgeführt.

## Anwendungen

### Allgemeine Anwendungen
Polyhydroxybutyrat (PHB) findet Anwendung in reiner Form oder als Copolymere oder in Blends: für Kontakt mit Lebensmittel (Folien, Umhüllungen, Schalen, Besteck); dehnbare oder schrumpfbare Verpackungen oder als kompostierbare Tragetüten und als Mulchfilm; Filme zum Laminieren und Coaten von Papierbecher, Platten oder ungewebten Fasern.
Seine Schmelze lässt sich im Spritzguss wie z. B. für Kosmetikflaschen, Becher, Bewässerungssysteme oder als Fluid für 3D-Drucker für komplexe Strukturen einsetzen.
In Pharmazie und Medizin wird es für Verpackungen von Medikamenten, zum medizinischen Knochenaufbau sowie als Implantate und künstliche Speiseröhren eingesetzt.
In der Elektronik versucht es, den Platz von konventionellem Plastik wie Polyethylen (PE-LD) zu verdrängen.

### Weitere Anwendungsgebiete
„Run bubbles“ vergleichbar zu PE-LLD.

## Verarbeitung

### Verarbeitung im Spritzguss
Die Firma „Biomer“ in Krailling (Deutschland) vertreibt PHB-Thermoplaste für hochwertige Spritzgussteile aus nachwachsenden Rohstoffen. Die PHB-Granulate können auf Standardspritzmaschinen verarbeitet werden. Die Schmelze verhält sich wie flüssigkristalliner Werkstoff (LCP). Das Fehlen jeglicher Verzweigungen in den Polymerketten (absolut linear) und die Abwesenheit langer Seitenketten führt zu einer Schmelze, die dünnflüssig ist. Deshalb können mit einer PHB Schmelze dünnwandige Teile oder solche mit komplexer Struktur und Teile mit feiner Oberfläche (< 1μ) auch auf kleinen Maschinen gespritzt werden. Die Taktizität der Moleküle (absolut isotaktisch, absolut stereoregulär) erlaubt schnelle Zyklenzeiten. Das ist besonders für das Spritzen von Mikroteilen interessant, bei denen die Maschinenlaufzeiten der Hauptkostenfaktor sind. Das Fehlen jeglicher Keimbildner erlaubt es, die Sprödigkeit von Spritzgussteilen fast beliebig einzustellen.

### Weitere Verarbeitungsverfahren
Weitere Verarbeitungsverfahren sind Thermoformen, Platten und Film Extrusion, Folienblasverfahren auf Standardmaschinen.